# Ambassade van Oekraïne in Kroatië
De ambassade van Oekraïne in Kroatië is de vertegenwoordiging van Oekraïne in de Kroatische hoofdstad Zagreb.
Oekraïne was het eerste land dat de onafhankelijkheid van Kroatië erkende op 11 december 1991, nadat Kroatië een week eerder de onafhankelijkheid van Oekraïne had erkend. Vanaf 18 februari 1992 werden de diplomatieke betrekkingen gestart. De ambassade werd geopend in 1995. Vanuit deze ambassade werden ook de betrekkingen met het naburige Bosnië en Herzegovina onderhouden.
Naast de ambassade zijn er nog twee consulaten in Kroatië, in Zadar en Omišalj.

## Ambassadeurs
- Anatoli Shostak (1995-2001)
- Andrij Olefirow (2001)
- Viktor Kirik (2001-2006)
- Markijan Lubkivskij (2006-2009)
- Borys Sajchuk (2009-2010)
- Anatoly Chernyshenko (2010)
- Oleksandr Levchenko (2010-2017)
- Jaroslaw Simonow (2018)
- Serhij Horopacha (2019)
- Vassil Kirilic, 2019-